# Amatola Sun Classic
Het Amatola Sun Classic was een golftoernooi in Zuid-Afrika die deel uitmaakte van de Southern Africa Tour, dat in 2000 vernoemd werd tot de Sunshine Tour. Het toernooi werd jaarlijks gespeeld op de golfbaan van de King Williams Town Golf Club.

## Winnaars
| Jaar | Naam              | Score         | Score | Info                                             |
| ---- | ----------------- | ------------- | ----- | ------------------------------------------------ |
| 1991 | Ernie Els         |               |       |                                                  |
| 1992 | Bobby Lincoln     |               |       |                                                  |
| 1993 | Geen toernooi     | Geen toernooi |       |                                                  |
| 1994 | Ashley Roestoff   |               |       |                                                  |
| 1995 | Richard Kaplan po | 210           | –6    | Won de play-off van Bobby Lincoln en Sean Pappas |

Amatola Sun Classic · Atlantic Beach Classic · Bell's Player Championship · Bloemfontein Classic · Botswana Open · Bushveld Classic · Canon Classic · Coca-Cola Charity Championship · Cock of the North · Devonvale Classic · Emfuleni Classic · Eskom Power Cup · General Motors Open · Goldfields Powerade Classic · Goodyear Classic · Graceland Challenge · Highveld Classic · ICL International · Iscor Newcastle Classic · Kalahari Classic · Limpopo Classic · Lombard Tyres Classic · Mafunyane Trophy · Mercedes Benz Golf Challenge · Mount Edgecombe Trophy · Namibië Open · Namibia PGA Championship · Nashua Wild Coast Sun Challenge · Natal Open · Nelson Mandela Invitational · Northern Cape Classic · Observatory Classic · Palabora Classic · Parmalat Classic · Radio Algoa Challenge · Randfontein Classic · Rhodesian Masters · Riviera Resort Classic · Royal Swazi Sun Classic · Seekers Travel Pro-Am · South African Masters · South African Match Play Championship · South African Pro-Am Invitational · Spoornet Classic · Sun Coast Classic · Transvaal Open · Vodacom Golf Championship · Vodacom Open · Vodacom Players Championship · Vodacom Series · Vodacom Trophy · Western Cape Classic · Western Province Open